# Хумед Хусеин Баркат
Хумед Хусеин Баркат (арап. حميد حسين بركات, фр. Houmed Houssein Barkat; 4. април 2004) џибутски је пливач чија ужа специјалност су трке леђним стилом. 

## Спортска каријера
Баркат је дебитовао на међународној сцени као петнаестогодишњак, на светском првенству у великим базенима у корејском Квангџуу 2019. године. На том такмичењу пливао је у квалификацијама трке на 50 леђно, које је окончао на 71. месту у конкуренцији 75 такмичара. 